# Florence La Badie
Florence M.L. La Badie (New York, 27 april 1888 - Ossining (New York), 13 oktober 1917) was een Amerikaans actrice.

## Carrière
Nadat La Badie afstudeerde, kreeg ze werk als model in New York. In 1908 kreeg ze hier een rol in een toneelstuk. Ze kreeg niet veel later een contract om twee jaar door de Verenigde Staten te toeren. Onderweg ontmoette La Badie actrice Mary Pickford. Ze werden bevriend en in 1909 nodigde Pickford haar uit om te kijken bij het filmen van een nieuwe film bij Biograph Studios. Ze kreeg zelf ook een figurantenrol in een film en werd later uitgenodigd voor meer films.
La Badie bleef films maken voor D.W. Griffith tot en met 1911. Ze werd vervolgens een actrice voor de Thanhouser Film Corporation. Ze werd al snel de grootste ster van de studio.
Op 28 augustus 1917 raakte La Badie betrokken in een ernstig auto-ongeluk. In het ziekenhuis leek ze beter te worden, maar stierf uiteindelijk op 13 oktober dat jaar aan een infectie.

## Filmografie (selectie)
- 1909:A Strange Meeting
- 1909:The Seventh Day
- 1909:Getting Even
- 1910:Serious Sixteen
- 1910:A Gold Necklace
- 1911:Swords and Hearts
- 1911:Cinderella
- 1912:Dr. Jekyll and Mr. Hyde

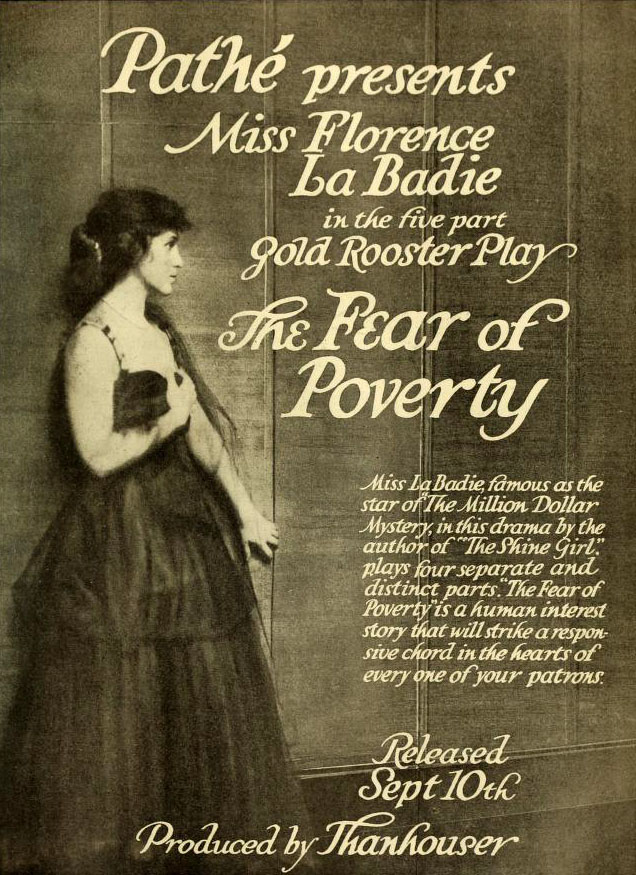
The Fear of Poverty (1916)
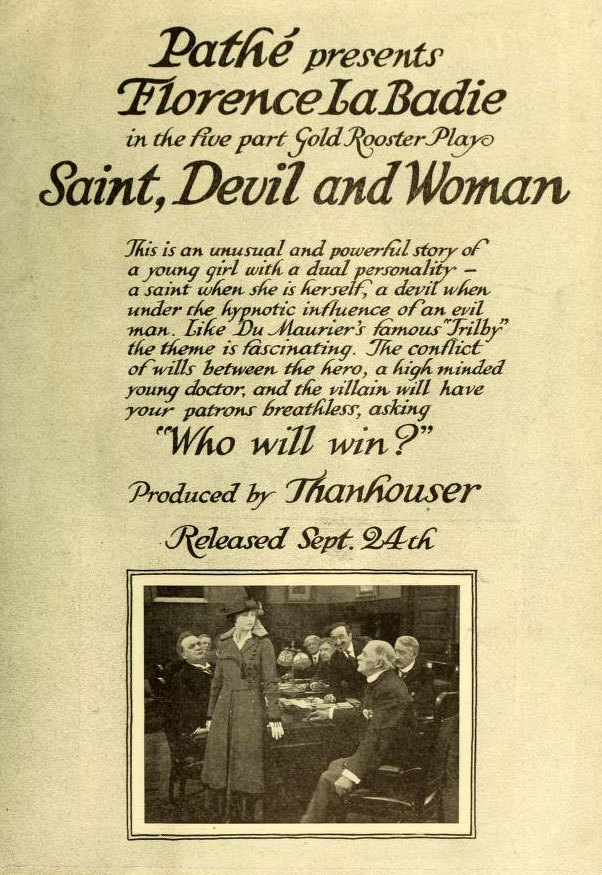
Saint, Devil and Woman (1916)
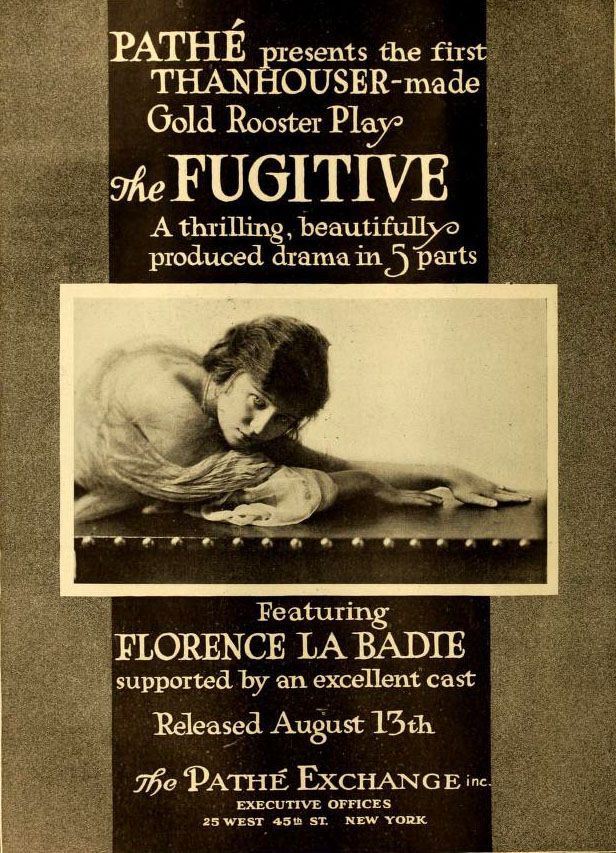
The Fugitive (1916)

- Bibliothèque nationale de France: cb16549099r (data)
- Gemeinsame Normdatei: 1141393611
- International Standard Name Identifier: 0000 0000 4941 052X
- Library of Congress Control Number: nr99017498
- SNAC: w6168h5p
- Virtual International Authority File: 51611131
- WorldCat: E39PBJqBpRwqQ7MKYKHWQfjXBP